# Worst Case Scenario (album)
Worst Case Scenario is de debuut-cd van de Belgische rockgroep dEUS uit 1994. Het is een van de populairste en invloedrijkste albums uit de Belgische rockgeschiedenis.

## Achtergrond
Nadat dEUS de finale had bereikt in Humo's Rock Rally was de tijd gekomen hun debuutplaat uit te brengen. Onder productie van Pierre Vervloesem en Peter Vermeersch kwam het album in februari 1994 uit en kreeg overal positieve recensies en zelfs aandacht in de buitenlandse pers. Er werden internationaal rond de 450.000 exemplaren verkocht. De clip van Suds & Soda werd regelmatig op MTV gespeeld en ze kregen er zelfs een nominatie als "Beste Nieuwkomer" op de MTV Music Awards. De singles Suds & Soda, Via en Hotellounge werden bescheiden hits en zijn ook vandaag de dag nog Belgische rockklassiekers. Het bezorgde dEUS meteen de status van cultgroep en maakte de weg vrij voor latere Belgische rockacts met internationale carrière als Evil Superstars, Hooverphonic en K's Choice. 
Er bestaan twee verschillende versies van Worst Case Scenario. De ‘Belgische’ versie verscheen op het kleine Waalse platenlabel Bang! en bevatte 13 nummers. De internationale versie werd uitgebracht door Island Records en bevat 14 nummers.

## Tracklist (Internationale versie)
1. Intro
2. Suds & Soda
3. W.c.s. (first draft)
4. Jigsaw You
5. Morticiachair
6. Via
7. Right as Rain
8. Mute
9. Lets Get Lost
10. Hotellounge (Be the Death of Me)
11. Shake Your Hip
12. Great American Nude
13. Secret Hell
14. Divebomb Djingle

## Tracklist (Belgische Versie)
1. Intro
2. Suds & Soda
3. W.c.s. (first draft)
4. Jigsaw You
5. Morticiachair
6. Via
7. Let Go
8. Mute
9. Secret Hell
10. Lets Get Lost
11. Hotellounge (Be the Death of Me)
12. Shake Your Hip
13. Divebomb Djingle

## Achtergrondinformatie bij de songs
- De voorgelezen tekst in Intro gaat over een zeldzame beenderziekte, wellicht uit een Frans operatieboek gehaald.
- Suds & Soda was dEUS' eerste grote hit. Ze werd zelfs in Beavis and Butt-head gespeeld tot amusement van de figuren. Deze track werd later ook gecoverd door DAAU, waarbij de laatste band ook een zusternummer opnam, genaamd Gin & Tonic.
- W.C.S. (First Draft) bevat een sample uit Frank Zappa's compositie Little Umbrella's, van zijn album Hot Rats (1969). Het nummer werd opgenomen op de dag dat hij stierf (4 december 1993) met, aldus Tom Barman, "het grootste respect voor de meester." Het nummer bevat verder ook een sample uit Don Cherry's Bass Figure for Ballatune.
- De regel "56 Falcon" in Jigsaw You verwijst naar het gelijknamige huisnummer op de Falconrui in Antwerpen, waar Barmans toenmalige vriendin woonde.
- De regel "I skipped the part about love" in Via komt uit het R.E.M.nummer: Low.
- Right as Rain schreef Barman naar aanleiding van de dood van zijn vader. Het werd live opgenomen in een Antwerps café waar geen publiek aanwezig was.
- De ondertitel be the death of me uit Hotellounge is ontleend aan het nummer Heroin van The Velvet Underground. Toen Rudy Trouvé tijdens de opname een wilde gitaarsolo liet horen ontplofte zijn versterker. Deze explosie is nog steeds op de track zelf te horen.
- Great American Nude is vernoemd naar het gelijknamige schilderij van Tom Wesselmann.

Op de oorspronkelijke uitgave stonden Great American Nude en Right as Rain er niet op, maar wel het nummer Let Go. De tracks Great American Nude en Right as Rain werden ten slotte van de moeilijk te vinden ep Zea gehaald en mee op Worst Case Scenario gezet.
De plaat werd op 17 dagen opgenomen.

## Heruitgave
In het najaar van 2009 werd Worst Case Scenario in een luxe-editie heruitgebracht met de dvd Time is the State of My Jeans: The Making of Worst Case Scenario en enkele live videofragmenten uit 1994 en 1995.